# Pteralbis
Pteralbis is een vliegengeslacht uit de familie van de roofvliegen (Asilidae).

## Soorten
- P. borburatensis Ayala, 1981
- P. jolyi Ayala, 1981
- P. peregrinus (Carrera & Machado-Allison, 1963)